# سیبولا (آریزونا)
سیبولا (به انگلیسی: Cibola) یک منطقهٔ مسکونی در ایالات متحده آمریکا است که در شهرستان لاپاز، آریزونا واقع شده‌است. سیبولا ۵۲٫۲۹ کیلومتر مربع مساحت و ۱۰٬۸۱۷ نفر جمعیت دارد و ۷۴ متر بالاتر از سطح دریا واقع شده‌است.